# Sergio Givone
Sergio Givone (Buronzo, 11 giugno 1944) è un filosofo italiano.

## Biografia
Laureato a Torino con Luigi Pareyson, ha insegnato a Perugia, Torino e Firenze, dove attualmente è ordinario di Estetica alla Facoltà di Lettere e Filosofia. Nel 1982-83 e nel 1987-88 è stato Humboldt-Stipendiat presso l'Università di Heidelberg.
Alcuni suoi lavori riguardano Dostoevskij, riletto alla luce del problema del nichilismo europeo. Da questa riflessione nasce anche la sua ricerca sulla storia del nulla e sulle implicazioni in un nuovo pensiero tragico.
Ha scritto anche opere di narrativa, in cui forte è ancora il richiamo filosofico e l'impronta della letteratura russa.
Collabora con il quotidiano la Repubblica.
Dal 4 giugno 2012 al 25 maggio 2014 è stato assessore alla Cultura del Comune di Firenze.

## Opere
- La storia della filosofia secondo Kant, Milano, Mursia, 1972.
- Hybris e Malinconia. Studi sulle poetiche del Novecento, Milano, Mursia, 1974.
- William Blake. Arte e religione, Milano, Mursia, 1978.
- Ermeneutica e romanticismo, Milano, Mursia, 1983.
- Dostoevskij e la filosofia, Roma-Bari, Laterza, 1984.
- Storia dell'estetica, Roma-Bari, Laterza, 1988. ISBN 88-420-3291-3.
- Disincanto del mondo e pensiero tragico, Milano, Il Saggiatore, 1988. ISBN 88-04-30237-2.
- La questione romantica, Roma-Bari, Laterza, 1992. ISBN 88-420-3910-1.
- Storia del nulla, Roma-Bari, Laterza, 1995. ISBN 88-420-4617-5.
- Favola delle cose ultime, Torino, Einaudi, 1998. ISBN 88-06-14863-X.
- Eros/ethos, Torino, Einaudi, 2000, ISBN 9788806155490
- Nel nome di un dio barbaro, Torino, Einaudi, 2002, ISBN 9788858418406
- Prima lezione di estetica, Roma-Bari, Laterza, 2003, ISBN 978-88-420-6951-5
- Il bibliotecario di Leibniz. Filosofia e romanzo, Torino, Einaudi, 2008. ISBN 88-06-17805-9.
- Non c'è più tempo, Torino, Einaudi, 2008. ISBN 978-88-06-19091-0, Premio Nazionale Rhegium Julii 2008, Narrativa;[2].
- Metafisica della peste. Colpa e destino, Torino, Einaudi, 2012. ISBN 978-88-06-20807-3.
- Luce d'addio. Dialoghi dell'amore ferito, Firenze, Olschki, 2016 ISBN 978-88-222-6452-7.
- Sull'infinito, Bologna, il Mulino, 2018 ISBN 978-88-15-27370-3.
- Fra terra e cielo. La vera storia della cupola di Brunelleschi, Milano, Solferino, 2020 ISBN 978-88-282-0358-2.
- La ragionevole speranza. Come i filosofi hanno pensato l’aldilà, Solferino, 2025.[3]